# Jobo

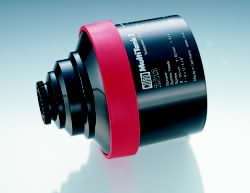
Klassischer Jobo-Tank

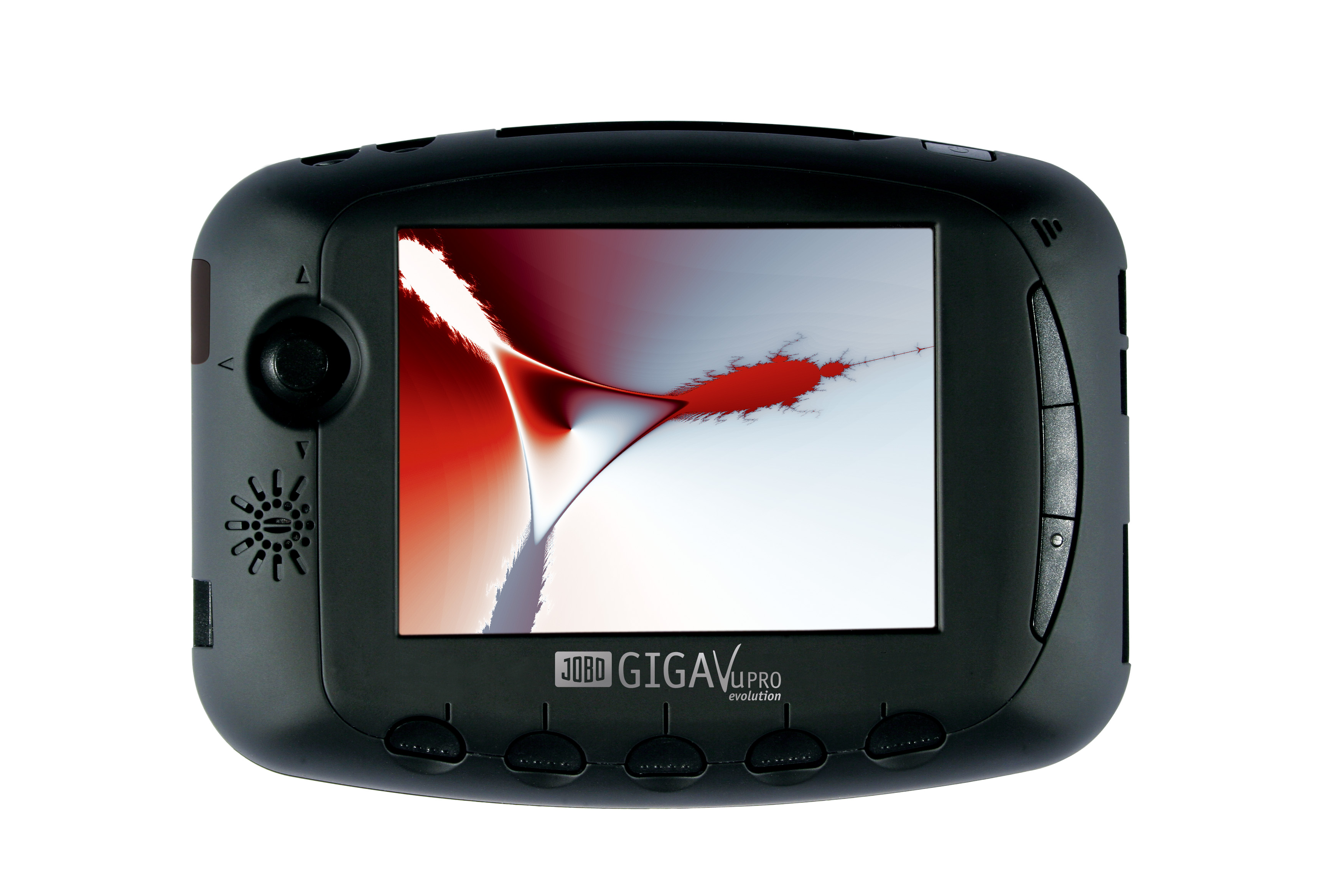
Multimedialer Photospeicher von Jobo (Mai 2006)

Die Firma JOBO International GmbH wurde 1923 gegründet mit Sitz in Gummersbach-Derschlag. Sie ist ein Anbieter für Laborausstattung im Bereich der Analogfotografie.
Nach Unternehmensangaben (Stand: 2020) erwirtschaftet JOBO einen jährlichen Erlös von rund 650.000 Euro mit knapp 10 Mitarbeitern. Vor dem Einzug der Digitalphotographie beschäftigte JOBO in Gummersbach und den USA über 100 Mitarbeiter. JOBO konzentriert sich heute wieder auf die analoge Photographie. Es wird mit Licht gedruckt, nicht mit Tinte.
Das bekannteste Produkt im Sortiment dürfte der Jobo-Tank sein, ein Kunststoffbehälter zur Entwicklung von Roll- und Kleinbildfilmen. Die JOBO Tanks ermöglichen neben der manuellen Filmentwicklung (Kipp-Entwicklung) natürlich auch die Rotationsentwicklung in den JOBO-Prozessoren. Je größer die Filmoberfläche eines Negativs, desto schwieriger ist es, eine gleichmäßige Entwicklung über das ganze Negativ zu erlangen ohne unerwünschte Schlieren zu erzeugen. Für die Großformatphotographie bietet die JOBO Expert Drum, die in den 1980er Jahren entwickelt und patentiert wurde in Kombination mit den JOBO Rotationsprozessoren die wohl beste und bequemste Lösung für eine absolut gleichmäßige Entwicklung der großen Negative. Dadurch hat JOBO besonders unter den Großformatphotographen eine große Bedeutung erlangt.
Die Firma JOBO trägt mit dazu bei, das Erbe der analogen Photographie zu erhalten. So wurden seit dem Jahr 2010 wieder zwei neue Prozessoren auf den Markt gebracht und seit 2015 bietet JOBO unter der Firmierung JOBO artisan auch ein umfangreiches Workshop-Programm an, um das Fachwissen von bekannten Analogphotographen und Feindruckern weiterzugeben. Des Weiteren vertritt JOBO in Europa den Fachkamerahersteller CHAMONIX. Sowohl die JOBO-Produkte als auch die CHAMONIX Kameras können im Studio von JOBO artisan in Gummersbach im Rahmen von Workshops oder auch nach Terminvereinbarung ausprobiert werden.
Aus einem Pressetext der JOBO:
„Wer irgendwo auf diesem Globus ehemals seine Filme entwickelte, der schüttelte schwarze Kunststoff-Dosen. Drauf in rot geschrieben: JOBO.“

## Unternehmensgeschichte
Johannes Bockemühl gründete das Unternehmen 1923, weil er Fotos entwickeln wollte und keinen dunklen Raum zur Verfügung hatte. Seine Idee war der Einstieg in die Jobo-Tanks, mit denen Fotografen und Labore ihre Schwarzweißfilme entwickelten.
Die Fertigung begann im Keller des Wohnhauses, dann wurden zwei weitere Gebäude auf dem Unternehmensgelände in Gummersbach-Derschlag gebaut.
1960 trat Johannes Jürgen Bockemühl ins Unternehmen ein und führte das Unternehmen in eine aufstrebende Ära auf den weltweiten Markt. Mit Begeisterung und Weitblick wurden wichtige neue Produkte eingeführt und durch die Anstellung von Ingenieuren die Automatisierung der Rotationsentwicklung ermöglicht. Der Technologiewechsel der Photographie von Analog zu Digital traf das Unternehmen hart.
2001 stieg mit Johannes Bockemühl-Simon die dritte Generation bei JOBO ein. Um den wegfallenden Analogumsatz auszugleichen, wurden viele digitale Innovationen entwickelt oder auch als OEM-Produkt eingeführt. Noch 2002 wurde JOBO in eine Aktiengesellschaft umgewandelt, welche aber im Jahre 2010 schließen musste. Johannes Bockemühl-Simon gründete direkt im Anschluss die heutige JOBO International GmbH, die sich erfolgreich als kleine Firma auf die Nische des Analogmarktes konzentriert.